# Netelia parca
Netelia parca là một loài tò vò trong họ Ichneumonidae.